# Синёв, Виктор Николаевич
Виктор Николаевич Синёв (укр. Віктор Миколайович Синьов; 14 марта 1940, Киев — 15 апреля 2025) — украинский учёный в области коррекционной педагогики, юридической и специальной психологии, профессор, доктор педагогических наук.
Заслуженный юрист Украины (1995), действительный член Национальной Академии педагогических наук Украины (с 1995 года), бывший декан факультета специального и инклюзивного образования Национального педагогического университета имени М. П. Драгоманова, заслуженный профессор этого университета, почётный профессор Каменец-Подольского национального университета имени И. Огиенка, Славянского государственного педагогического университета, президент Ассоциации коррекционных педагогов Украины. Поэт, эстрадный драматург, автор книги «Мои друзья от А до Я» (К., 2010 г.), многих песен, эстрадных и телепрограмм.

## Биография
Родился в семье известных в СССР артистов эстрады Марии Захаровны Леонидовой и Николая Михайловича Синёва. Жена — Синёва Евгения Павловна, кандидат психологических наук, профессор, дочь Елена (1962 г.), сын Евгений (1971 г.), внуки: Мария, Кристина, Андрей.
В 1962 году окончил Киевский государственный педагогический институт имени А. М. Горького по специальности «Дефектология, педагогика и методика начального обучения»; аспирантура Института дефектологии АПН СССР в Москве (1966—1968); кандидатская диссертация «Изучение причинно-следственных связей на уроках географии во вспомогательной школе» (1968); докторская диссертация «Коррекция интеллектуальных нарушений у учащихся вспомогательной школы» (1988).
В 1962—1964 годах — воспитатель, учитель вспомогательной школы № 1 г. Киева, старший методист Республиканского кабинета специальных школ Министерства образования УССР; 1964—1975 — преподаватель кафедры дефектологии, заместитель декана дефектологического факультета, старший преподаватель, доцент кафедры олигофренопедагогики КГПИ имени А. М. Горького; 1975—1980 — старший научный сотрудник Научно-исследовательского института педагогики Украины; с 1980 — начальник учебно-методического отдела, зав. кафедры, профессор Киевского филиала Всесоюзного института повышения квалификации руководящих работников МВД СССР; с 1992 — первый проректор Киевского института внутренних дел (Киевский юридический институт МВД Украины); с 2003 — директор Института коррекционной педагогики и психологии Национального педагогического университета имени М. П. Драгоманова.
Умер 15 апреля 2025 года в возрасте 85 лет.

## Научные интересы
Автор свыше 300 публикаций. Изучал проблемы коррекции интеллектуального развития умственно отсталых детей, методики преподавания географии во вспомогательной школе, перевоспитание осуждённых в пенитенциарных учреждениях. Им было сделано радикальное переосмысление теоретических и практических основ пенитенциарной педагогики, которая из исправительно-трудовой стала педагогикой покаяния — пенитенциарной. Нынешние исследования посвящены теоретико-методологическим проблемам дефектологии: вопросам становления личности при разных формах дизонтогенеза, инклюзивному образованию детей с нарушениями психофизического развития, формированию профессиональных компетенций коррекционных педагогов и т. д. Под его руководством разрабатываются и модернизируются учебные планы и программы для разных типов специальных школ, для педагогических учебных заведений и образовательных учреждений МВД Украины.
Много сделано для приумножения международного авторитета отечественной коррекционной педагогики, специальной и юридической психологии.
Ученики В. Н. Синёва работают в высших педагогических и юридических заведениях Украины и других стран (Россия, Молдова, Казахстан, Литва, Болгария, Англия, США и др.). Под его руководством защищено 12 докторских и более 30 кандидатских диссертаций. В. Н. Синёв является основателем и руководителем научных школ в области коррекционной педагогики, а также юридической психологии и педагогики.

## Основные печатные работы
- Психолого-педагогічні проблеми дефектології та пенітенціарії: вибрані наукові праці [Кремень В. Г., Андрущенко В. П. Видатний вчений та організатор освіти (до 70-річчя академіка В. М. Синьова), C. 3-5]. — Київ : МП «Леся», 2010. — 779 с.
- Актуальні проблеми розвитку освіти дітей з обмеженнями життєдіяльності: шлях від інституалізації до інтеграції. — К., 2009. — 112 с.*
- Військова педагогіка, виховна та соціальна робота в підрозділах ВВ МВС / за заг. ред. акад. АПН України, засл. юриста України В. М. Синьова. — К. : МП «Леся», 2009. — 384 с.
- Корекційна психопедагогіка. Олігофренопедагогіка : підручник / НПУ імені М. П. Драгоманова. — К., 2009. — Ч. 2 : Навчання і виховання дітей. — 224 с. — Бібліогр. : С. 219—220.
- Психологія розумово відсталої дитини : підручник / В. М. Синьов, М. П. Матвєєва, О. П. Рохліна; МОН України. — К. : Знання, 2008. — 359 с. — Бібліогр. : С. 358—359.
- Соціально-педагогічна діяльність в ОВС: кадрова та виховна робота : навч.-метод. підручник / В. М. Синьов, В. І. Кривуша. — К. : МП Леся, 2008. — 144 с.
- Корекційна психопедагогіка. Олігофренопедагогіка : підручник для вищих закладів освіти / Мін-во освіти і науки України, НПУ імені М. П. Драгоманова. — К. : Вид-во НПУ, 2007. — Ч. 1. — 238 с. — Бібліогр. : С. 235—238.
- Корекційна психопедагогіка. Олігофренопедагогіка : підручник для вищих закладів освіти / Мін-во освіти і науки України, НПУ імені М. П. Драгоманова. — К. : Вид-во НПУ, 2007. — Ч. 2. — 160 с.
- Розумова відсталість як педагогічна проблема : навчальний посібник / Мін-во освіти і науки України, НПУ імені М. П. Драгоманова. — К. : Вид-во НПУ, 2007. — 118 с.
- Соціально-правовий захист дітей з вадами розумового розвитку : навчальний посібник / Б. І. Андрусишин, В. М. Синьов; Мін-во освіти і науки України, НПУ імені М. П. Драгоманова. — К. : НПУ, 2007. — 176 с.
- Кадрова та виховна робота в ОВС : навчально-методичний посібник / В. І. Кривуша, В. М. Синьов. — К. : КЮІ КНУВС, 2006. — 131 с.
- Основи корекційної педагогіки для педагогічних спеціальностей вищих закладів освіти: напрям підготовки 0101 Педагогічна освіта: навчальна програма для вищих закладів освіти / МОН України. Ін-т інноваційних технологій змісту освіти, НПУ імені М. П. Драгоманова. — К. : НПУ, 2006. — 16 с.
- Соціальні послуги на рівні громади для осіб з інтелектуальною недостатністю / відп. ред. В. М. Синьов. — К., 2004. — 312 с.
- Основи пенітенціарної педагогіки та психології : посібник / за заг. ред. В. М. Синьова. — Біла Церква, 2003. — 101 c.
- Професійне спілкування пенітенціарного персоналу / В. С. Медвєдєв, В. М. Синьов, С. І. Скоков. — К., 2003. — 51 с.
- Соціальна робота з неповнолітніми, які перебувають у місцях позбавлення волі : методичні матеріали / авт. : О. В. Беца, О. В. Вакуленко, …В. М. Синьов, С. В. Толстоухова [та ін.]; за ред. В. М. Синьова ; ДУССМ, ДДУ з питань викон. покарань. — К., 2003. — 222 с.
- Спеціальна педагогіка: понятійно-термінологічний словник / укл. : Андрієнко В. І., Бондар В. І., … Гроза Е. П., …Синьов В. М. [та ін.]; за ред. В. І. Бондаря. — Луганськ : Альма матер, 2003. — 436 с.
- Кадрова, виховна, соціальна психопрофілактична робота в ОВС / В. І. Кривуша, Т. В. Кушнірова, В. М. Синьов. — К. : КІВС, 2002. — 120 с.
- Основи теорії виховання. — 2-е вид., перероб. і допов. / В. І. Кривуша, О. І. Пометун, В. М. Синьов, М. О. Супрун; Київський інститут внутрішніх справ. — К. : МП «Леся», 2002. — 151 с.
- Основи теорії виховання / В. І. Кривуша, О. І. Пометун, В. М. Синьов, М. О. Супрун ; Київський інститут внутрішніх справ. — К. : МП «Леся», 2000. — 140 с.
- Робоча книга пенітенціарного психолога / за ред. А. М. Синьова та В. С. Медвєдєва. — К., 2000. — 210 с.
- Педагогічні основи ресоціалізації злочинців / В. М. Синьов, Г. М. Радов, В. І. Кривуша, О. Б. Беца. — К. : МП «Леся», 1997. — 272 с.
- Пенітенціарна педагогіка : навчальний посібник / О. В. Беца, В. І. Кривуша, В. М. Синьов; РВВ КІВС при УАВС. — К., 1996. — 240 с.
- Російсько-український словник психолого-педагогічних та юридичних термінів, фразеології професійної лексики, жаргонних слів і виразів засуджених, а також зразків процесуальних документів / В. І. Кривуша, В. М. Синьов, Л. Д. Удалова. — К. : МП «Леся», 1996. — 80 с.
- Основи дефектології : навчальний посібник для студентів педагогічних інститутів / В. М. Синьов, Г. М. Коберник. — К. : Вища школа, 1994. — 143 с.
- Педагогическая система А. С. Макаренко и пути её использования в практике органов, исполняющих наказание / В. И. Кривуша, В. М. Синев ; РИО ИПК ОИН. — К., 1992. — 30 с.
- Организация воспитательной работы с умственно отсталыми осуждёнными в ВТК / Л. С. Саблина, В. М. Синев ; ВНИИ МВД СССР. — М., 1989. — 51 с.
- Особенности перевоспитания в ВТК осужденных с аномаліями психіки : методичні рекомендации / КФ ВИПК МВД СССР. — К., 1989. — 25 с.
- Коррекция интеллектуальных нарушений у учащихся вспомогательной школы. — М., 1988. — 350 с.
- Основи спеціальної дидактики : посібник / І. Г. Єременко, Н. М. Стадненко, І. С. Моргуліс, В. М. Синьов [та ін.]; за ред. І. Г. Єременка. — 2-ге вид., перероб. — К. : Рад. школа, 1986. — 201 с.
- Введение в специальность «Дефектология» : учебное пособие для студентов педагогических ин-тов по спец. № 2111 «Дефектология» / Г. Н. Коберник, В. Н. Синев. — К. : Вища школа, Голов. изд-во, 1984. — 144 с.
- Коррекционная работа на уроках географии и естествознания во вспомогательной школе / В. Н. Синев, Л. С. Стожок ; Мин-во просвещения УССР. — К. : Рад. школа, 1977. — 86 с. — Лит. : С. 85.
- Застосування методів навчання та корекції у допоміжній школі / Мін-во освіти УРСР, Респ. навч.-метод. кабінет спецшкіл. — К., 1976. — 66 с.
- Методичні рекомендації до застосування методів навчання і корекції в допоміжній школі / М-во освіти УРСР, Респ.-навч.- метод. кабинет спецшкіл. — К., 1976. — 66 с.
- Методические рекомендации к исследованию проблем коррекционной работы в специальных школах / ред. кол. : И. И. Демина, …В. Н. Синев (отв. ред.) [и др.] ; Педагогическое общество УССР, Респ. секция дефектологии. — К., 1975. — 119 с.
- Основи спеціальної дидактики : посібник / І. Г. Єременко, В. І. Бондар, Н. М. Стадненко, … В. М. Синьов [та ін.]; відп. ред. І. Г. Єременко. — К. : Рад. школа, 1975. — 212 с. — Літ. : С. 210—211.
- Формування історичних уявлень учнів 6-8 класів допоміжної школи / В. І. Бондар, В. М. Синьов ; Мін-во освіти УРСР. Респ. навч.-метод. кабінет спецшкіл. — К., 1973. — 52 с.
- Розвиток розумової діяльності учнів домоміжної школи в процесі навчання : методичний посібник / Мін-во освіти УРСР, Респ. наук.-метод. каб. спецшкіл. — К., 1971. — 52 с.
- Формування географічних знань учнів допоміжної школи / Мін- во освіти УРСР, Респ. навч.-метод. каб. спецшкіл. — К., 1970. — 56 с.
- Вивчення природних зон СРСР у допоміжній школі: методичний лист / Міністерство освіти УРСР, Респ. учб.-метод. кабінет спец. шкіл. — К. : Рад. школа, 1968. — 49 с.
- Використання дитячої гри у навчально-виховній роботі з учнями допоміжної школи / В. М. Синьов, С. Ф. Ніколаєв ; Мін-во освіти УРСР, Респ. навч.-метод. каб. спецшкіл. — К., 1968. — 57 с.
- Активізація розумової діяльності учнів допоміжної школи на уроках географії : методичний лист / Мін-во освіти УРСР, Респ. навч.-метод. кабінет спецшкіл. — К. : Рад. школа, 1967. — 40 с. — Бібліогр. : С. 39-40.
- Робота вихователя допоміжної школи-інтернату по забезпеченню успішності учнів / С. А. Гончаренко, В. М. Синьов ; Мін-во освіти УРСР. — К., 1964. — 50 с.

## Награды
Неоднократно отмечался государственными и ведомственными наградами, среди которых:
- Орден «За заслуги» I степени (2015)[3];
- Орден «За заслуги» II степени (2010);
- Орден «За заслуги» III степени (2005);
- Орден святого равноапостольного князя Владимира[уточнить] (2010);
- Почётный знак Европейской академии естественных наук — Рыцарский крест «За заслуги» (2010);
- Знак «За профессиональные достижения» Национальной академии наук Украины (2010);
- Знак «К. Д. Ушинский» Национальной академии педагогических наук Украины (2010);
- Знак «Крест Славы» МВД Украины (2000);
- Знак «За содействие органам внутренних дел» МВД Украины (2009);
- Знак «За безопасность народа» I степени МВД Украины (2009) и многие другие.